# Landschaftsschutzgebiet Biotopkomplex am Viethberg

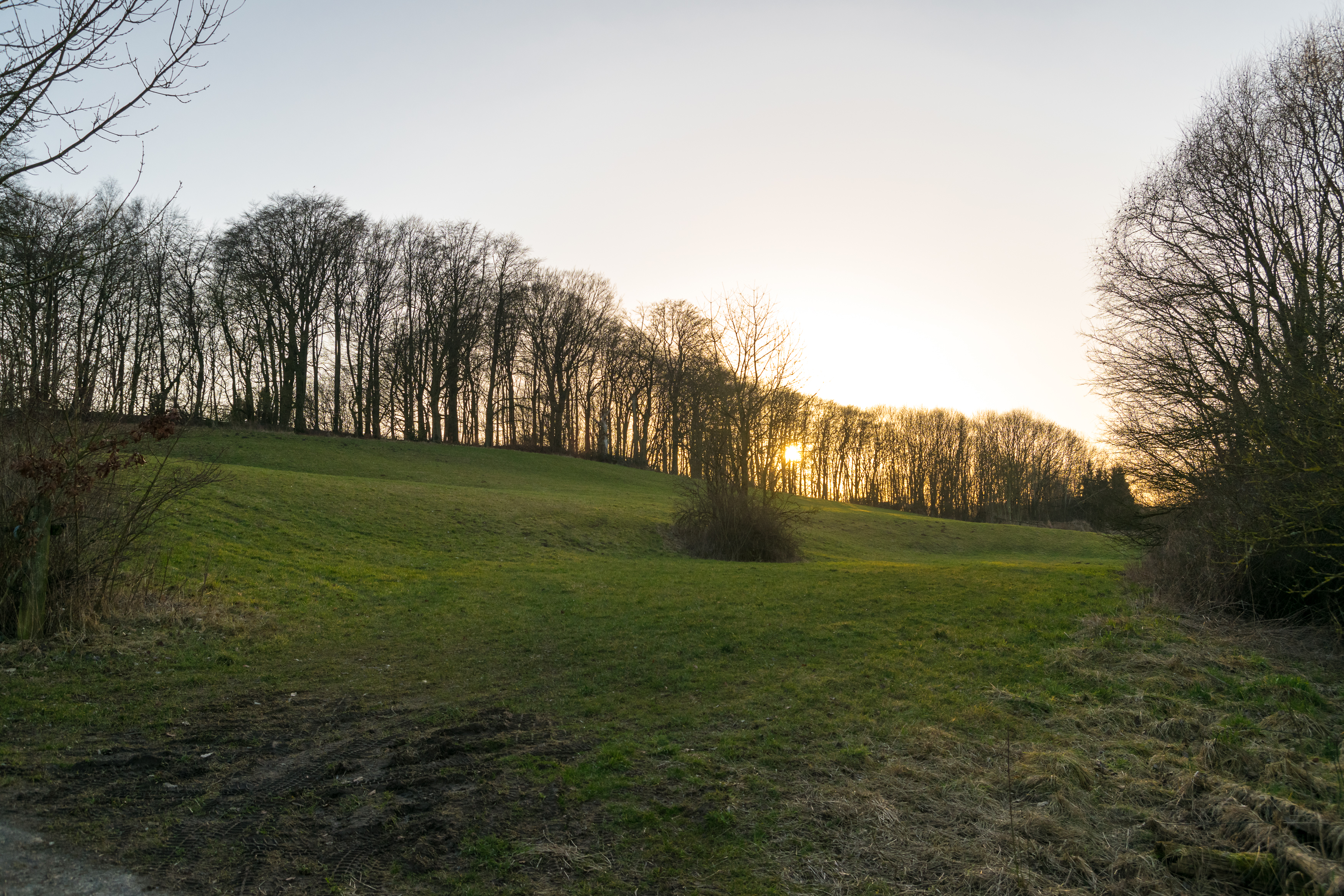
Landschaftsschutzgebiet Biotopkomplex am Viethberg

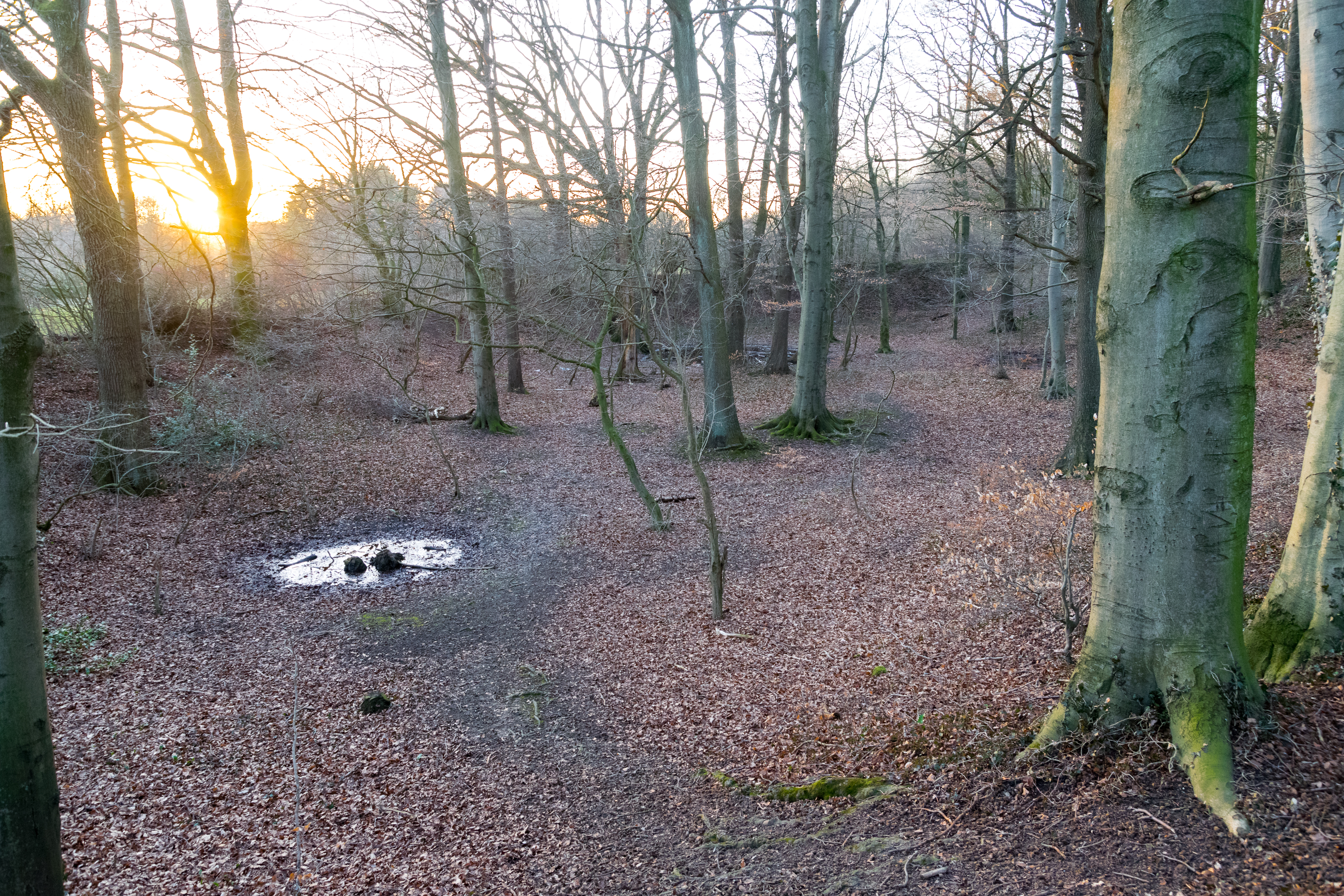
Buchenwaldbereich

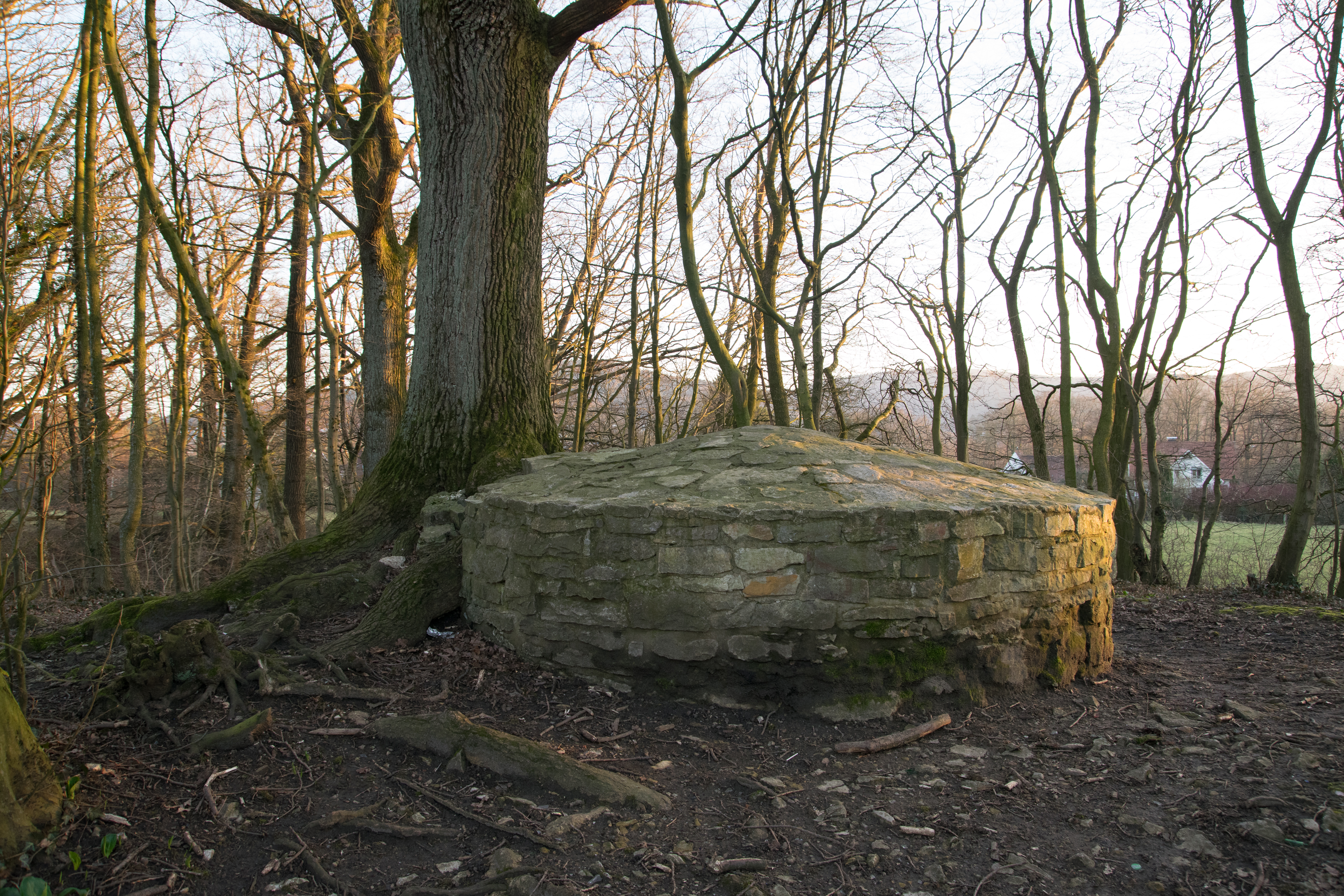
Bodendenkmal Wartturmruine

Das Landschaftsschutzgebiet Biotopkomplex am Viethberg mit etwa 33 ha Flächengröße liegt zwischen der Kernstadt Detmold und dem Ortsteil Hiddesen. Es wurde 2006 mit dem Landschaftsplan Detmold durch den Kreistag des Kreises Lippe als Landschaftsschutzgebiet (LSG) ausgewiesen. Das LSG grenzt teils an die Bebauung. Das Landschaftsschutzgebiet Heidenbach (Vietberg) grenzt westlich direkt an.

## Beschreibung
Das LSG umfasst einen Biotopkomplex auf dem zwischen der Kernstadt Detmold und dem Ortsteil Hiddesen verlaufenden Muschelkalkzug. Der Westen des Landschaftsschutzgebietes besteht überwiegend aus Wald und Heckenbereichen, der Wald ist aus einer ehemaligen Niederwaldnutzung hervorgegangen. Im Osten desdominiert Grünlandnutzung und Heckenbereiche. Im westlichen Bereich befindet sich eine Wartturmruine, die als Bodendenkmal ausgewiesen ist.

## Schutzzwecke für das LSG
Laut Landschaftsplan erfolgte die Ausweisung des LSG
- „zur Erhaltung und Wiederherstellung der Leistungsfähigkeit des Naturhaushaltes in ökologisch besonders wertvoll strukturierten Bereichen mit Wasser-, Klima- und Biotopschutzfunktionen,“
- „zur Erhaltung und Wiederherstellung von Quellbereichen und naturnahen Fließgewässern, Wald- und Grünlandbereichen unterschiedlicher Feuchtestufen, Feldgehölzen, Hecken und Obstwiesen,“
- „zur Erhaltung morphologisch ausgeprägter Bereiche zur Sicherung der landschaftlichen Eigenart und Vielfalt für die Erholung,“
- „zur Erhaltung wertvoller Biotopkomplexe aus Wald-Grünlandbereichen, Fließgewässern und Quellen sowie Biotopen nach § 62 LG mit wichtigen Refugial-, Puffer-, Trittstein- und Vernetzungsfunktionen,“
- „zur Erhaltung und Wiederherstellung wichtiger Rückzugsräume für die bedrohte Tier- und Pflanzenwelt,“
- „zur Sicherung der das Orts- und Landschaftsbild gliedernden und belebenden und die dörflichen Siedlungsstrukturen prägenden Freiraumelemente.“[1]

## Rechtliche Vorschriften
Im Landschaftsschutzgebiet ist unter anderem das Errichten von Bauten und Fischteichen verboten. Grün- und Brachland darf nicht in eine andere Nutzungsart umgewandelt oder umgebrochen werden.